# Cirolana hirsuta
Cirolana (Anopsilana) hirsuta là một loài chân đều trong họ Cirolanidae. Loài này được Yasmeen miêu tả khoa học năm 2005.